# Nils Eriksen
Nils Eriksen, född 5 mars 1911 i Gjerpen, död 5 maj 1975 i Moss, var en norsk fotbollsspelare.
Eriksen blev olympisk bronsmedaljör i fotboll vid sommarspelen 1936 i Berlin.